# Anne-Marie Bigot de Cornuel
Pour les articles homonymes, voir Bigot.
Cet article possède un paronyme, voir Anne-Marie Bigot.
Anne-Marie Bigot, dame Cornuel, née en 1605 et morte en 1694, est une femme d'esprit, aphoriste et précieuse française.
Elle avait épousé un trésorier de la guerre qui la laissa veuve en 1650. Avec ses filles Manon et Margot, elle tint, dans le quartier du marais du Temple, à Paris, un salon fréquenté par les beaux esprits de l'époque. Sa verve  a inspiré le personnage de Zénocrite du Cyrus de Madeleine de Scudéry.
Madame de Sévigné et Tallemant des Réaux citent d'elle une foule de traits et de réparties piquantes, qui étaient recueillis avec empressement et passaient de bouche en bouche.

## Citations
- « Les cornes, c'est comme les dents. Quand elles poussent, ça fait très mal ; mais une fois poussées, on mange avec. »
- « Il n'y a point de héros pour son valet de chambre. »